# ماثيو ديوي
ماثيو ديوي (بالإنجليزية: Matthew Dewey)‏ هو ملحن أسترالي، ولد في 12 أكتوبر 1984.

## روابط خارجية
- ماثيو ديوي على موقع IMDb (الإنجليزية)